# The Greenbriar Boys
The Greenbriar Boys waren een noordelijke Amerikaanse bluegrass-muziekband, die voor het eerst samenkwam in jamsessies in het Washington Square Park in New York.

## Bezetting
- John Herald[3] (zang, gitaar)
- Bob Yellin[4] (banjo)
- Eric Weissberg (viool, mandoline, banjo)
- Paul Prestopino[5] (gitaar, banjo, percussie)
- Ralph Rinzler[6] (mandoline)
- Frank Wakefield[7] (mandoline, zang)
- Jim Buchanan[8] (viool)

## Geschiedenis
In 1959 formeerde gitarist/zanger John Herald The Greenbriar Boys, samen met Bob Yellin (banjo) en Eric Weissberg (viool, mandoline, banjo). Weissberg werd al snel vervangen door Paul Prestopino, die op zijn beurt later werd vervangen door Ralph Rinzler (mandoline) om hun meest succesvolle combinatie te vormen. Het trio speelde vaak in het circuit van Greenwich Village, maar was opmerkelijk genoeg om de eerste Northern-band te zijn die de Union Grove Fiddlers' Convention-competitie won, waar Yellin ook de hoogste onderscheiding kreeg voor banjo.
Ze werden gekenmerkt als gastartiesten op twee nummers van Joan Baez' album Joan Baez, Vol. 2 uit 1969. In 1962 brachten ze hun eerste (gelijknamige) album uit bij Vanguard Records. Er volgden nog drie albums: Di'an and the Greenbriar Boys in 1963 voor Elektra Records (met Dian James, 18 mei 2006), Ragged but Right! in 1964, en Better Late Than Never in 1966 (met de toevoegingen van mandolinist/zanger Frank Wakefield, die Rinzler verving, en violist Jim Buchanan). Het album uit 1966 bevatte de oorspronkelijke opgenomen versie van Mike Nesmith's Different Drum, die het jaar daarop door The Stone Poneys tot een hit werd gemaakt. Dit album was ook de bron voor de volgende Stone Poneys-single Up To My Neck In High Muddy Water, met auteurstitel aan Wakefield, Herald en Yellin.
Bij het laatste album was Rinzler vertrokken om directeur te worden van het folklife-gebied bij het Smithsonian Institution, dat nu zijn naam draagt. Rinzler werd in 1965 vervangen door de in Tennessee geboren mandoline-virtuoos Frank Wakefield, die op 31-jarige leeftijd al een legendarische figuur was in bluegrass-muziek, die sinds zijn 16e optrad met Bluegrass-sterren als The Stanley Brothers, Jimmy Martin en Red Allen en de Kentuckians. Hij was met Allen in de Carnegie Hall te zien geweest, had gastoptredens in verschillende tv-programma's en was op tientallen platen verschenen, waaronder het allereerste volledig Bluegrass lp-album, ooit geproduceerd door Smithsonian-Folkways Records. De komst van Wakefield bracht daarom een welkome zuidelijke appalachische authenticiteit voor wat tot dan toe een noordelijke, stedelijke en folkloristische band was. In de komende vier jaar resulteerde de hechte vriendschap en muzikale samenwerking tussen John Herald, Bob Yellin, Jim Buchanan en Frank Wakefield in enkele succesvolle opnamen en nationale tv-optredens. Naast zijn opmerkelijke mandolinespel, gaven Wakefields lead- en harmoniezang met zuidelijk accent een kenmerkend landelijk geluid aan The Greenbriar Boys. Wakefield was ook verantwoordelijk voor het in 1968 in de band brengen van de jonge in Kentucky geboren gitarist en zanger Joe Isaacs. De Greenbriar Boys ontbonden in 1970, toen Wakefield een zeer succesvolle solocarrière lanceerde die hem internationale bekendheid opleverde en die nog steeds floreert. De Greenbriar Boys herenigden zich in latere jaren af en toe. John Herald bracht albums uit met The John Herald Band en het soloalbum Roll On John in 2000, voordat hij in 2005 zelfmoord pleegde.

## Discografie

### Studioalbums
- 1962: The Greenbriar Boys (Vanguard)
- 1963: Dian & the Greenbriar Boys (Elektra)
- 1964: Ragged But Right! (Vanguard)
- 1966: Better Late Than Never (Vanguard)

### Compilaties
- 1986: The Best of the Greenbriar Boys (Vanguard)
- 2002: Best of the Vanguard Years (Vanguard)
- 2003: Big Apple Bluegrass (Vanguard)